# La mère de Cartman est toujours une folle du cul
La mère de Cartman est toujours une folle du cul (Cartman's Mom is Still a Dirty Slut en version originale) est le deuxième épisode de la deuxième saison de la série animée South Park, ainsi que le quinzième épisode de l'émission.
C'est la deuxième partie d'un arc narratif qui a commencé dans La mère de Cartman est une folle du cul.

## Synopsis
Le suspense est à son comble, Mephisto va dévoiler qui est le père de Cartman, lorsque soudain on lui tire dessus. Une course contre la montre s'engage.

## Mort de Kenny
Au début de l'épisode, Kenny ressuscite au milieu de ses amis (Kenny étant mort durant la première partie), ceux-ci disent simplement « Salut Kenny ». Il meurt électrocuté en connectant le câble du générateur et celui de l'alimentation de l'hôpital avec son propre corps et est ensuite congelé par le froid glacial de la tempête de neige.

## Traduction
En version originale, lors de la scène où les personnages apprennent que le col est bloqué, le docteur lance une réplique après que le courant a été coupé : « Whoof, who didn’t see that coming a mile away, huh? » En français, cette réplique n'a pas été doublée (les raisons en sont encore inconnues) et est restée en version originale ou a été coupée au montage suivant les versions. Librement traduit en contexte, cela aurait pu donner : « Pff, personne ne s'y attendait, hein ? »